# Turtle Diary
 (mars 2018).
Si vous disposez d'ouvrages ou d'articles de référence ou si vous connaissez des sites web de qualité traitant du thème abordé ici, merci de compléter l'article en donnant les références utiles à sa vérifiabilité et en les liant à la section « Notes et références ».
Turtle Diary est un film américain réalisé par John Irvin et sorti en 1985.
Ce long métrage est l'adaptation de l'œuvre de Russell Hoban et de Harold Pinter.

## Synopsis
Un homme et une femme décident de libérer les tortues de mer du zoo de Londres.

## Fiche technique
- Réalisation : John Irvin
- Scénario : Harold Pinter
- Photographie : Peter Hannan
- Costumes : Elizabeth Waller
- Production : Richard Johnson
  - Production délégué : Peter Snell et Bernard Sofronski
- Société de production : Universal Pictures
- Pays d'origine :  États-Unis
- Langue : Anglais
- Genre : Film dramatique, Film d'horreur, Thriller

## Distribution

### Personnages principaux
- Glenda Jackson : Neaera Duncan
- Ben Kingsley : William Snow
- Richard Johnson : Mr. Johnson (voisin de Neaera Duncan)
- Michael Gambon : George Fairbairn (le gardien des tortues)
- Rosemary Leach : Mrs. Charlie Inchcliff (le propriétaire)
- Eleanor Bron : Miss Neap (Flora)
- Harriet Walter : Harriet Sims (l'employé de librairie)
- Jeroen Krabbé : Mr. Sandor (l’idiot)
- Nigel Hawthorne : l’éditeur

### Personnages secondaires
- Michael Aldridge : Mr. Meager, le propriétaire de la librairie
- Rom Anderson : une fille au zoo
- Tony Melody : le garagiste
- Gary Olsen : le chauffeur de camion au parc de repos
- Peter Capaldi : l’adjoint du gardien
- Harold Pinter : un homme dans la librairie (caméo)
- Barbara Rosenblat : une femme américaine
- Chuck Julian : un homme américain
- Neil Conrich : un serveur au zoo
- Dave Hill : un chauffeur de taxi
- Mark Jefferis : un policier
- Bob Keegan : un pêcheur
- Pauline Letts : une femme dans la librairie
- Jeremy Nicholas : le 2ème éditeur
- Bryan Pringle : le réceptionniste au zoo
- Ronnie Walsh : l’homme au tube